# Drusus ramae
Drusus ramae là một loài Trichoptera trong họ Limnephilidae. Chúng phân bố ở miền Cổ bắc.